# Мануел Маркес ді Суза
Мануел Маркес ді Суза, барон, віконт і граф Порту-Алегрі (порт. Manuel Marques de Sousa III, Barão, Visconde e Conde de Porto Alegre, 13 червня 1804 — 18 липня 1875) — бразильський воєначальник, герой кількох воєн.
Він походить з генеральської сім'ї, нащадок перших португальців, що оселилися в місті Ріу-Гранді. З дитинства проявляв інтерес до військової служби. Вперше взяв участь у Аргентино-бразильській війні, в битві при Росаріо 20 лютого 1827 року. Пізніше брав участь у Війні Фаррапус на стороні роялістських сил, у Війні проти Орібе і Росаса, де він командував 1-ю бразильською дивізією, частиною військ, які розбили сили аргентинського диктатора Росаса та у Війні Потрійного Альянсу, де він командував 2-м корпусом бразильської армії, складеним з гаучо та Національної гвардії Ріу-Гранді-ду-Сул. Його сили розбили парагвайські війська, що перед тим захопили бразильські міста Сан-Боржа і Уругваяна, та брали участь у вторгненні до Парагваю, зокрема у битві при Туюті.
Він був нагороджений Великим Хрестом Христа, орденом Південного хреста, орденом Авіс, отримав титул барона Порту-Алегрі в 1852 році, віконта в 1866 і графа в 1868. Кілька разів він був обраний депутатом провінціальної Асамблеї і займав піст військового міністра провінції.

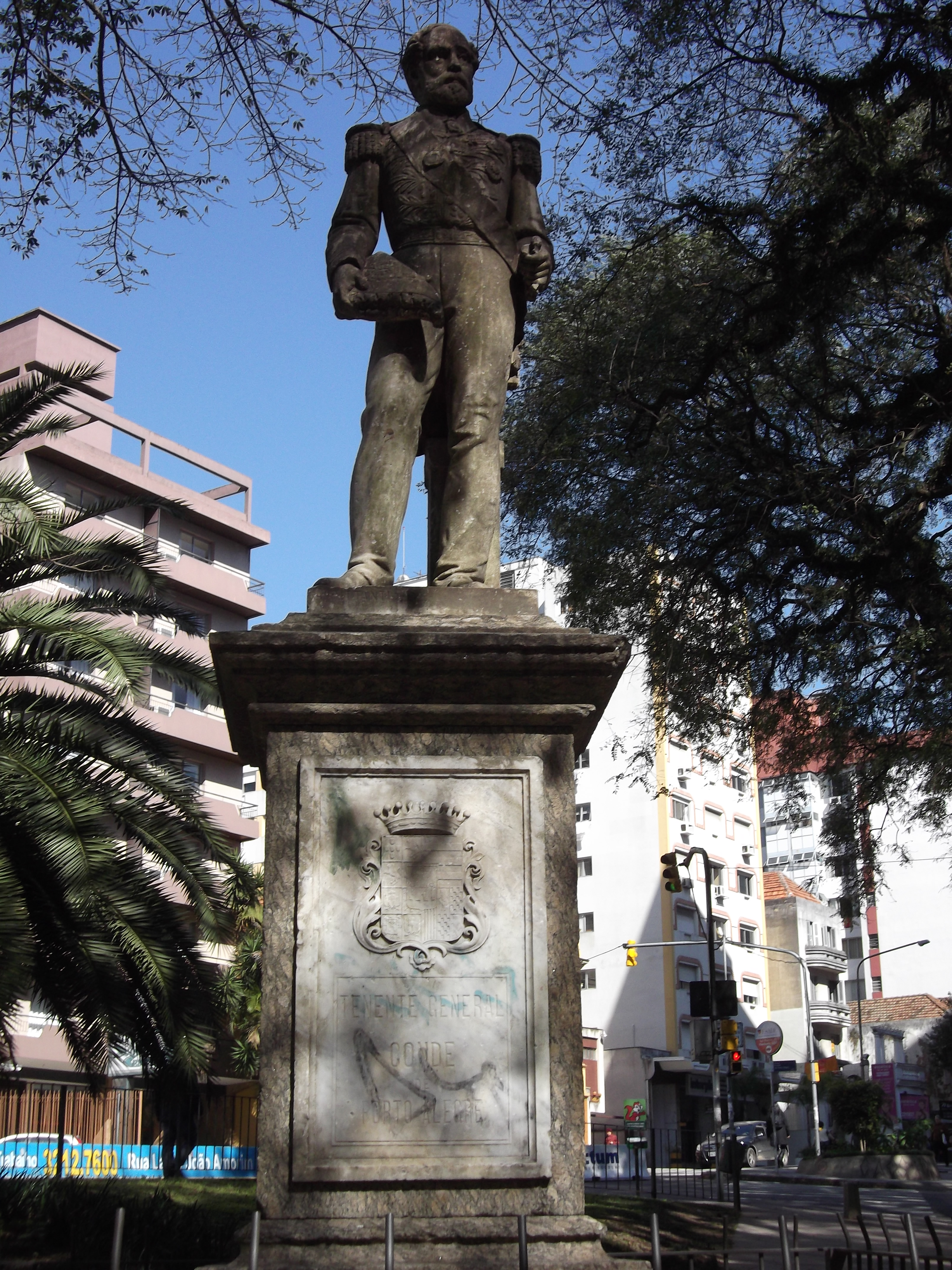
Пам'ятник Мануелу Маркесу ді Суза в Порту-Алегрі